# Asesinato en la catedral
Asesinato en la catedral (en inglés: Murder in the Cathedral) es un drama poético de T. S. Eliot, representado por primera vez en 1935, que retrata el asesinato del arzobispo Tomás Becket en la Catedral de Canterbury en 1170. Eliot se basó en gran medida en un escrito de Edward Grim, un clérigo que fue testigo del suceso. 
La obra, que trata de la oposición de un individuo a la autoridad, se escribió en la época del crecimiento del fascismo en Europa central, y puede entenderse como una protesta para que los individuos de los países afectados se opusieran a la tergiversación de los ideales del cristianismo por parte del régimen nazi.
Parte del material que el productor pidió a Eliot que eliminara o sustituyese durante la escritura se transformó en el poema Burnt Norton.